# Трогон червонодзьобий
Трогон червонодзьобий (Trogon massena) — вид птахів родини трогонових (Trogonidae).

## Поширення
Вид поширений на півдні Мексики, в Центральній Америці, на заході Колумбії та північному заході Еквадору.

## Підвиди
Виділяють три підвиди:
- Trogon massena australis (Chapman, 1915)
- Trogon massena hoffmanni (Cabanis & Heine, 1863)
- Trogon massena massena Gould, 1838